# Elm Springs (Arkansas)
Elm Springs è un comune degli Stati Uniti d'America, situato in Arkansas, diviso tra la contea di Washington e la contea di Benton.